# Genessee Auto Company
Genessee Auto Company war ein US-amerikanischer Hersteller von Automobilen.

## Unternehmensgeschichte
Der Jurist E. A. Keenan gründete im Januar 1904 das Unternehmen. Der Sitz war in Rochester im US-Bundesstaat New York. Er begann mit der Produktion von Automobilen. Der Markenname lautete Genessee. Gegen Ende desselben Jahres kam die Produktion zum Erliegen. Insgesamt entstanden nur wenige Fahrzeuge.

## Fahrzeuge
Die Fahrzeuge hatten Motoren von der Trebert Gas Engine Company aus der gleichen Stadt. Ein Modell war ein leichter Runabout. Er kostete 500 US-Dollar. Daneben gab es einen Tourenwagen, dessen Motor 12 PS leistete.